# Herbie Kay
Herbie Kay (ook wel Herbie Kaye), geboren als Herbert Kaumeyer (Chicago, 5 november 1904 - Dallas, 11 mei 1944) was een Amerikaanse trompettist en orkestleider die dansmuziek speelde. Zijn orkest was populair in het midwesten van Amerika.
Kay begon zijn muzikale loopbaan aan het einde van de jaren twintig met een orkest dat aanvankelijk in Chicago actief was. Later trad hij ook op in clubs en hotels in Los Angeles, Denver, San Francisco en Springfield (Illinois). Hij nam op voor Columbia en Vocalion, waaronder het herkenningsnummer van de band, "Violets and Friends". In 1941 verscheen hij met zijn orkest in de korte muziekfilm "I'm Looking Out the Window". 
Het orkest speelde populaire college-nummers in een rustig danstempo. Vocalisten in de band waren Helen Conner, Ken Nealy en Dorothy Lamour. Met laatstgenoemde trouwde Kay in 1935, kort daarop ging ze naar Hollywood om een filmcarrière te beginnen. Het stel scheidde in 1939. Rond 1942 stopte Kay ermee.